# Cuslett
Cuslett is een plaats in de Canadese provincie Newfoundland en Labrador. Het gehucht bevindt zich in het zuidoosten van het eiland Newfoundland.

## Geografie
Cuslett bevindt zich aan de westkust van Avalon, het zuidoostelijke schiereiland van Newfoundland. De plaats is gelegen aan de oevers van de Placentia Bay, meer bepaald aan een kleine inham genaamd Cuslett Cove. De nederzetting is gebouwd in het dal van het riviertje Cuslett Brook, dat ter hoogte van het dorp in zee uitmondt.
De gemeentevrije plaats bevindt zich in de kustregio Cape Shore en is bereikbaar via provinciale route 100. Ze ligt 3 km ten noorden van de gemeente St. Bride's en 5 km ten zuiden van het dorp Angels Cove.

## Demografie
Demografisch gezien kent Cuslett, net zoals de meeste kleine plaatsen op Newfoundland, al decennia een dalende trend. Tussen 1991 en 2021 daalde de bevolkingsomvang van 69 naar 25. Dat komt neer op een daling van 44 inwoners (-63,8%) in 30 jaar tijd.
| Demografische ontwikkeling van Cuslett tussen 1991 en 2021      |
| --------------------------------------------------------------- |
|                                                                 |
| Bron: Statistics Canada (1991–1996, 2001–2006, 2011–2016, 2021) |